# The TaeTiSeo
The TaeTiSeo là chương trình truyền hình thực tế của kênh OnStyle có sự tham gia của ba ca sĩ K-pop là Taeyeon, Tiffany và Seohyun thuộc nhóm nhạc nổi tiếng Hàn Quốc Girls' Generation. Chương trình chính thức ra mắt ngày 26 tháng 8 năm 2014.

## Bối cảnh
The TaeTiSeo đưa khán giả tới sau hậu trường sân khấu để vén màn khía cạnh chân thực về các cô gái Taeyeon, Tiffany và Seohyun trong nhóm Girls' Generation, tiết lộ về cuộc sống đời thường và thời gian rảnh rỗi của họ.
Tựa đề của chương trìnhThe TaeTiSeo cũng là tên nhóm nhỏ TTS tách ra từ nhóm Girls' Generation của ba thành viên khi quay trở lại vào năm 2012.
Đây là chương trình thực tế trong loạt chương trình Real Star trên kênh truyền hình cáp OnStyle cùng với Jessica & Krystal.
Đại diện của kênh OnStyle tiết lộ, "Chúng tôi sẽ làm giảm bớt sự hiếu kỳ của khán giả về những việc TaeTiSeo làm trong thời gian rảnh rỗi của họ, những điều họ nói khi cả ba người ở cùng nhau... Chúng tôi cũng dự định tiết lộ những khoảnh khắc chân thật và ngọt ngào nhất của Taeyeon, Tiffany, và Seohyun... Chúng tôi tin rắng đây là một cơ hội để thấy TaeTiSeo trong đời thường chứ không phải trên một sân khấu rực rỡ."
Cả ba thành viên đã tham dự buổi họp báo ra mắt phát sóng chương trình vào ngày 22 tháng 8 năm 2014. Thời gian ghi hình chương trình cũng trùng với thời gian phát hành mini album thứ hai của nhóm Holler; thus, some footage of the album preparation was shown.

## Hé lộ
Các clip hé lộ được ra mắt trên kênh YouTube chính thức của chương trình.
| Tựa đề   | Độ dài | Chính thức trên kênh YouTube | Ghi chú                                             |
| -------- | ------ | ---------------------------- | --------------------------------------------------- |
| Teaser 1 | 00:53  | bởi On Style                 | Khung cảnh chuyến thăm và dạo chơi tại Los Angeles  |
| Teaser 2 | 00:31  | bởi On Style                 | Ngày phát sóng đầu tiên chuyển sang ngày 26 tháng 8 |
| Teaser 3 | 00:19  | bởi On Style                 |                                                     |
| Teaser 4 | 00:23  | bởi On Style                 |                                                     |